# Armstrong Whitworth A.W. 27 Ensign
Dimensions
LArmstrong Whitworth A.W. 27 Ensign est un quadrimoteur de transport commercial britannique de la Seconde Guerre mondiale.

## Origine et développement

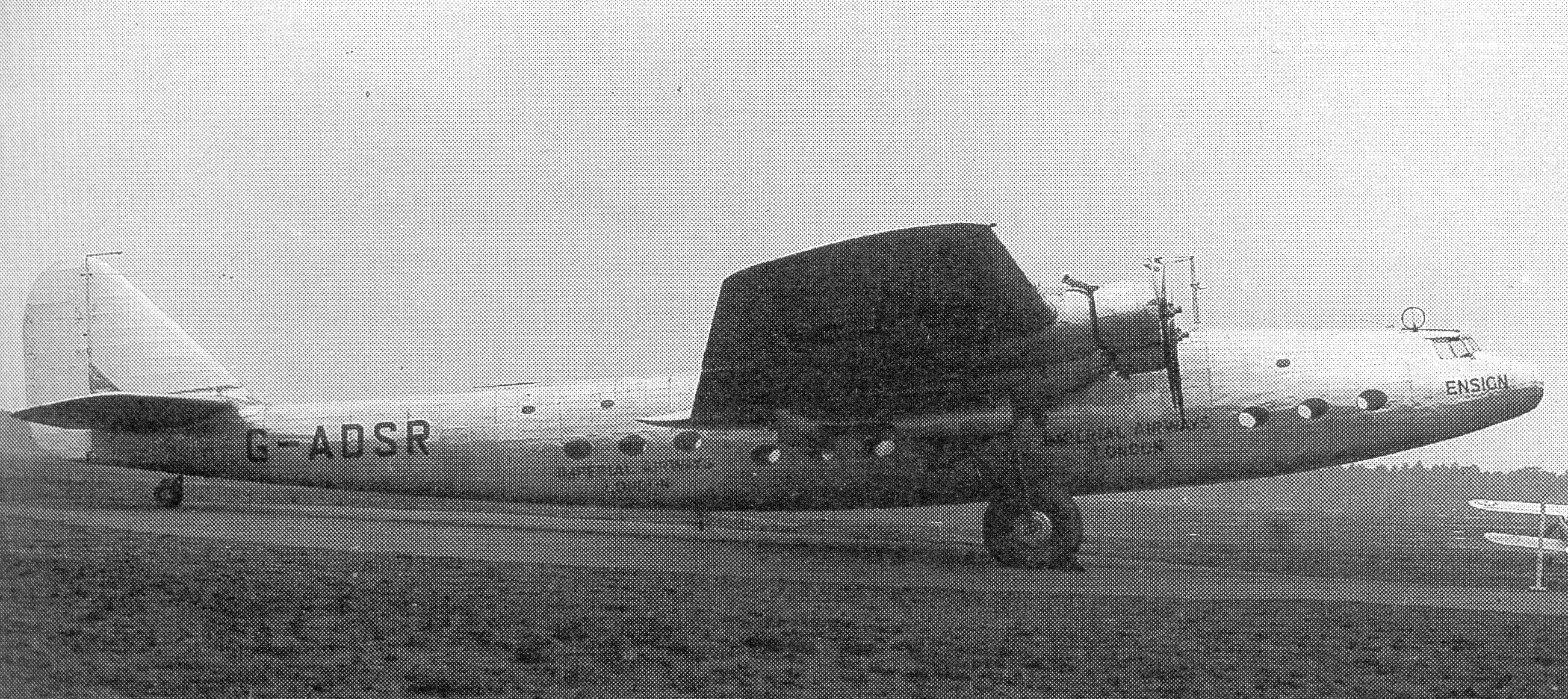
Armstrong Whitworth A.W. 27 Ensign en 1938

En 1934 le gouvernement britannique décida que le courrier de première classe à destination de l’Empire devait être acheminé par voie aérienne. Si les Imperial Airways relevèrent le challenge avec les hydravions Short S.23 Empire vers l’Australie et l’Asie, il semblait nécessaire de les compléter en Europe et en direction du Proche-Orient par un appareil adapté. Client fidèle d’Armstrong Whitworth, la compagnie présente donc en mai 1934 un cahier des charges pour un quadrimoteur commercial capable de transporter entre 27 et 40 passagers. Une commande de 70 000 Livres Sterling fut signée dès septembre 1934, comprenant les frais d’étude, la réalisation de l’outillage et la construction d’un prototype à livrer dans les deux ans. 11 appareils supplémentaires furent commandés par la compagnie aérienne en mai 1935 au prix unitaire de 37 000 livres.
Pour répondre à cette demande John Lloyd dessina un gros monoplan à aile haute cantilever entièrement réalisé en alliage léger, doté d’un train d’atterrissage escamotable hydrauliquement dans les nacelles des moteurs. Le fuselage à structure semi-monocoque comprenait un poste de pilotage triplace avec double commande, deux aménagements commerciaux étant prévus : soit 40 passagers répartis en quatre compartiments (réseau européen), soit trois cabines permettant de transporter 27 passagers de jour et 20 passagers en couchettes de nuit (long-courrier). Deux stewarts complétaient l'équipage.
La production du bombardier Whitley étant prioritaire, la réalisation du prototype fut transférée dans l’atelier d’Air Service Training Ltd à Hamble et progressa lentement, les nombreuses modifications successives réclamées par la compagnie aérienne n’arrangeant pas les choses. Le premier vol n’eut donc lieu que le 24 janvier 1938. Bien que sous-motorisé, l’appareil fut certifié assez rapidement et entra en service régulier dès octobre 1938 entre Croydon et Paris.

## Deux versions
- A.W. 27 Ensign Mk I : Version d‘origine à moteurs Armstrong Siddeley Tiger IXC de 850 ch ; 12 exemplaires commandés par les Imperial Airways entre septembre 1934 et mai 1935. 8 furent modifiés en Ensign Mk II durant la Seconde Guerre mondiale.
- A.W. 27A Ensign Mk II : 2 appareils supplémentaires commandés par les Imperial Airways en janvier 1937. Suspendue en 1940, leur construction fut achevée en 1941 pour compenser la perte de 4 Mk I en 1940, mais avec des moteurs Wright Cyclone GR-1820-G102A de 950 ch. Les performances en altitude ou par temps chauds étant nettement supérieures, les 8 Mk I encore en service furent ensuite convertis entre 1941 et 1943.

## Utilisateurs
- Reich allemand : Ceci n'est qu'une legende urbaine. Aucun AW.27 ne vola pour le Reich.

- France : En février 1942 le dernier Ensign Mk II construit [G-AFZV] fit un atterrissage forcé à Nouakchott, en Mauritanie. Saisi par la Légion Étrangère, il fut testé comme [F-AFZV], puis plus régulièrement immatriculé [F-BAHD] et convoyé à Marignane par Air France. Il se trouvait à Toulouse-Francazal en novembre 1942. Ses moteurs furent démontés sur ordre de la Lufthansa et envoyés en Allemagne. La cellule fut démantelée sur place en 1943.

- Royaume-Uni : Fin décembre 1938 les Imperial Airways décidèrent d’utiliser trois des quatre appareils qui lui avaient été livrés pour acheminer en Australie le courrier de fin d’année. Mais ces quadrimoteurs subirent tous des problèmes mécaniques, devant interrompre leur voyage à Athènes, Karachi et Delhi. Imperial Airways retira donc ses Ensign d’exploitation et les renvoya à Hamble pour modifications. L’adoption du moteur Armstrong Siddeley Tiger IXC améliora fiabilité et performances, permettant la reprise de l’exploitation.

En octobre 1939 les 12 appareils en service (4 au standard ‘Europe’, soit aménagés pour 40 passagers et 8 équipés avec couchettes pour les routes impériales) reçurent une livrée camouflée avant que la nouvelle route aérienne Heston-Le Bourget (2 liaisons quotidiennes) ne soit ouverte. En novembre les Ensign furent pris en compte par BOAC tout en restant affectés au National Air Communications Service (No 24 Sqdn). Un appareil fut mitraillé au sol par la Luftwaffe à Merville (France) le 24 mai 1940, un second réformé après un accident au sol à Lympne le même jour, un troisième abandonné au Bourget le 1er juin 1940. Un dernier quadrimoteur fut perdu en novembre, victime d’un bombardement allemand à Whitchurch (en) (Bristol), pertes partiellement compensées par la mise en service en 1941 des deux Ensign Mk II. Les 8 Mk I survivants furent progressivement remotorisés selon ce standard entre 1941 et 1943, utilisés par BOAC sur les lignes aériennes reliant l’Afrique aux Indes. En février 1942 un Ensign Mk II fit un atterrissage forcé à Nouakchott et fut capturé par l’armée française, deux autres furent cannibalisés en Égypte en janvier 1945 et mars 1946 afin de fournir des pièces de rechange pour maintenir les 7 derniers appareils en état de vol. L’Ensign fut finalement retiré d’exploitation en 1946 et les derniers exemplaires mis à la ferraille en mars 1947.

## Production

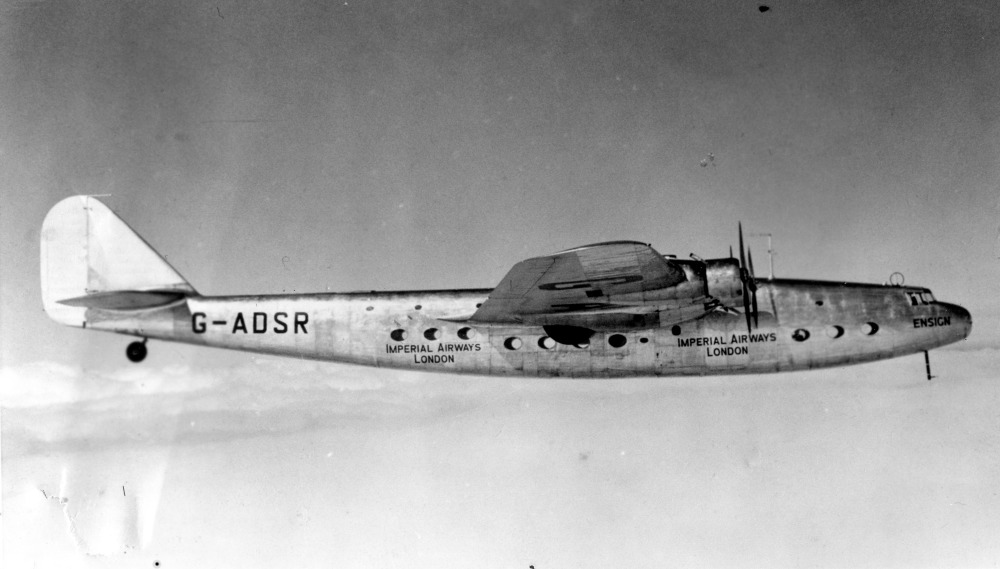
Armstrong Whitworth AW.27 Ensign I (G-ADSR)

- G-ADSR (c/n AW1156) 'Ensign'. Mis à la ferraille au Caire en janvier 1945.
- G-ADSS (c/n AW1157) 'Egeria'. Mis à la ferraille à Hamble en mars 1947.
- G-ADST (c/n AW1158) 'Elsinore'. Mis à la ferraille à Hamble en mars 1947.
- G-ADSU (c/n AW1159) 'Euterpe'. Mis à la ferraille à Almaza en mars 1947.
- G-ADSV (c/n AW1160) 'Explorer'. Mis à la ferraille à Hamble en mars 1947.
- G-ADSW (c/n AW1161) 'Eddystone'*. Dernier Ensign à avoir volé (juin 1946) et mis à la ferraille à Hamble en mars 1947.
- G-ADSX (c/n AW1162) 'Ettrick'*. Détruit par bombardement au Bourget en juin 1940.
- G-ADSY (c/n AW1163) 'Empyrean'*. Mis à la ferraille à Hamble en mars 1947.
- G-ADSZ (c/n AW1164) 'Elysian'*. Mitraillé par des Bf 109 à Merville, France, le 23 mai 1940.
- G-ADTA (c/n AW1165) 'Euryalus'. Détruit sur accident à Lympne le 23 mai 1940.
- G-ADTB (c/n AW1166) 'Echo'. Mis à la ferraille à Hamble en mars 1947.
- G-ADTC (c/n AW1167) 'Endymion'. Détruit par un bombardement allemand à Whitchurch le 24 novembre 1940.
- G-AFZU (c/n AW1821). Mis à la ferraille à Hamble en avril 1947.
- G-AFZV (c/n AW1822) Capturé par les Français à Nouakchott en février 1942. Devenu F-AFZV puis F-BAHD aux couleurs d'Air France. Mis à la ferraille à Toulouse en 1943.

Note : Les appareils marqués d’une (*) avaient un aménagement initial pour 40 passagers (réseau Europe)